# Youth of the Nation
«Youth of the Nation» —en español: «Juventud de la Nación»— es una canción del grupo estadounidense de metal cristiano P.O.D.. Fue lanzado el 25 de diciembre de 2001 como el segundo sencillo de su exitoso álbum Satellite. La canción fue compuesta el día de la masacre en la Escuela Secundaria de Santana en la ciudad de San Diego, de donde es lugar de origen del grupo. Obtuvo la primera posición del Modern Rock Tracks y logró el número 28 del Billboard Hot 100 siendo la mejor ubicación de la banda en dicha lista. Además ingresó en el top 10 de varios países de Europa incluyendo a Alemania, Noruega, Suecia y Dinamarca. Mientras en Australia fue certificado con el disco de oro.
En 2003, la canción fue nominada al Premio Grammy a la mejor interpretación de hard rock y su video musical fue nominado en los MTV Video Music Awards de 2002 en la categoría "Mejor Video de Rock".

## Significado
La canción relata tres historias de tragedia en la cultura estadounidense. Comienza con un adolescente patinando hacia su escuela sólo para que un compañero le disparara. La letra especula si el niño cometió el acto porque no se sintió correspondido. En el segundo verso, cuenta la historia de una niña de 12 años llamada "Suzie" que se representa siendo abandonada por su padre y posteriormente encuentra el amor en los lugares equivocados. Por último, otro adolescente conocido como "Johnny Boy" no encaja con sus compañeros del curso y finalmente se suicida con un arma de fuego. El verso del final es más como, "¿De aquí, a dónde vamos?". Esta canción también hace referencia a lo sucedido a Eric Harris y Dylan Klebold y sus 13 víctimas en la llamada Masacre de la Escuela Secundaria de Columbine en el estado de Colorado en 1999.
Con el objetivo de la canción evoca la desesperación musical y desolación. Comienza con notas bajas de guitarra que transmite melancolía. Este patrón continúa y es seguido luego por un ritmo de batería prominentemente exhibido y casi militante y un bajo contemplativo. El rapeo de Sandoval detalla una entrega trágica de lamento y ansia. Un pre-coro hace el cambio de notas altas que acentúa aún más la angustia de la canción antes de volver al patrón inicial para la entrada del coro.

## Video musical
El video fue dirigido por Paul Fedor. En él muestra a la banda interpretando la canción en un salón lleno de fotos de adolescentes como se ve en la portada del sencillo. Gira en torno a un joven mientras viaja en su automóvil desde Nueva York y en su trayecto va haciendo amistad con personas de distintas partes de los Estados Unidos llegando hasta las playas de Venice en Los Ángeles. El guitarrista de la banda Marcos Curiel expresó su visión sobre el video: "Es básicamente sobre la unión entre la juventud".

## Lista de canciones
CD Promo
1. «Youth Of The Nation» (Radio edit) – 3:57
2. «Youth of the Nation» (versión del álbum) – 4:14

Sencillo en CD
1. «Youth Of The Nation» (versión del álbum) – 4:18
2. «Alive» (versión semi-acústica) – 3:27
3. «Sabbath» - 4:33

## Posicionamiento en listas y certificaciones
| Lista (2002–2003)                       | Mejor posición |
| --------------------------------------- | -------------- |
| Alemania (Offizielle Deutsche Charts)   | 5              |
| Australia (ARIA)                        | 17             |
| Austria (Ö3 Austria Top 40)             | 11             |
| Bélgica (Flandes) (Ultratop 50)         | 47             |
| Dinamarca (Tracklisten)                 | 10             |
| Estados Unidos (Billboard Hot 100)      | 28             |
| Estados Unidos (Mainstream Rock Tracks) | 6              |
| Estados Unidos (Modern Rock Tracks)     | 1              |
| Estados Unidos (Top 40 Mainstream)      | 18             |
| Finlandia (OFC)                         | 15             |
| Francia (SNEP)                          | 72             |
| Irlanda (IRMA)                          | 20             |
| Italia (FIMI)                           | 13             |
| Noruega (VG-lista)                      | 5              |
| Países Bajos (Dutch Top 40)             | 27             |
| Reino Unido (UK Singles Chart)          | 36             |
| Suecia (Sverigetopplistan)              | 7              |
| Suiza (Schweizer Hitparade)             | 16             |

| País      | Organismo certificador | Certificación | Ventas | Ref.  |
| --------- | ---------------------- | ------------- | ------ | ----- |
| Australia | ARIA                   | Disco de Oro  | 35 000 | [ 5 ] |

### Sucesión en listas
| Anterior: «Blurry» de Puddle of Mudd | Modern Rock Tracks — Sencillo Nro 1 30 de marzo de 2002 — 6 de abril de 2002 | Siguiente: «The Middle» de Jimmy Eat World |

## Apariciones
La canción ha aparecido en:
- La película Blue Crush
- El videojuego Aggressive Inline
- Un episodio de Boston Public
- Un episodio de Third Watch
- Episodio de Rise of the Video Game